# D1 (Tsjechië)
De Dálnice 1 (D1) is de belangrijkste, oudste en langste autosnelweg in Tsjechië. De weg verbindt de drie grootste steden van het land: Praag, Brno en Ostrava. De lengte van de snelweg is 334,7 kilometer. De bedoeling is dat de weg wordt uitgebreid tot 376,5 kilometer, via Ostrava naar de grens met Polen.
In 1939 werd begonnen aan de bouw van de weg. Op 12 augustus 1971 werd het eerste deel, van Spořilov naar Mirošovice geopend. Als alles volgens planning loopt is de complete snelweg gereed in 2015. Aan de Poolse grens zal hij dan aangesloten worden op de Poolse snelweg Autostrada A1, die loopt naar Gdansk.

## Fotogalerij

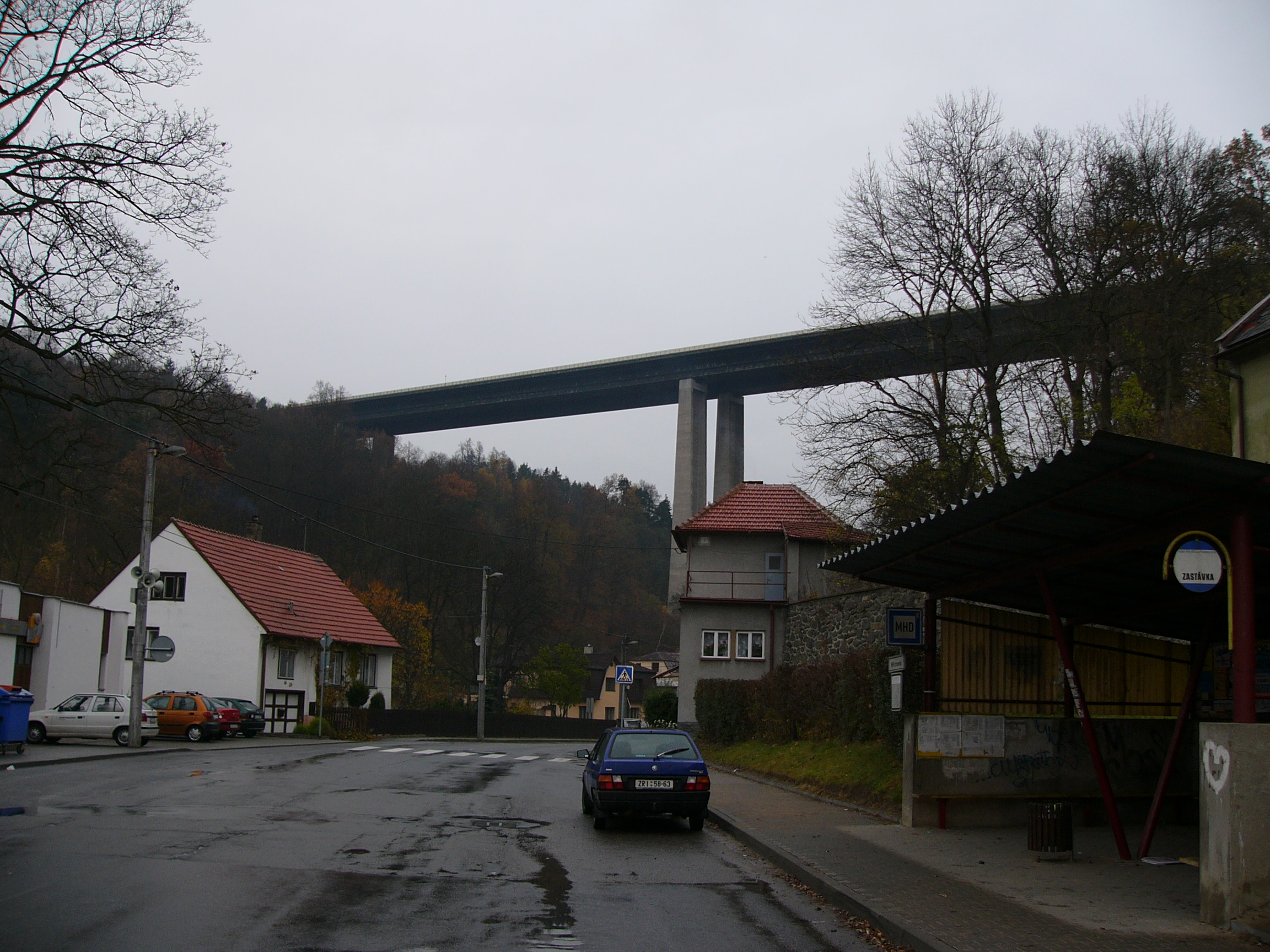
Brug van de D1 in Vysočina
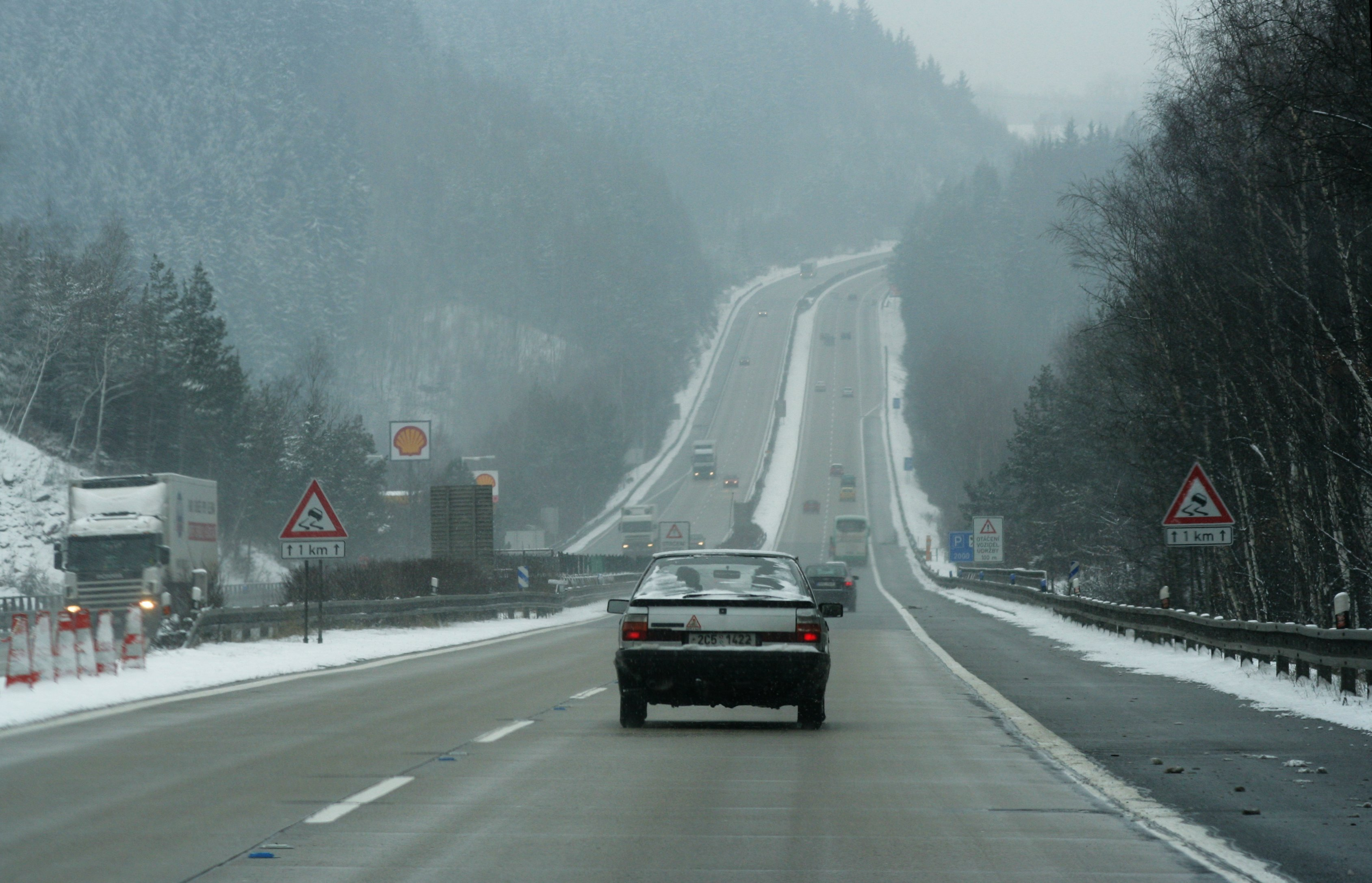
Snelweg D1 in Vysočina

D 0 ·
D 1 ·
D 2 ·
D 3 ·
D 4 ·
D 5 ·
D 6 ·
D 7 ·
D 8 ·
D 10 ·
D 11 ·
D 35 ·
D 43 ·
D 46 ·
D 48 ·
D 49 ·
D 52 ·
D 55 ·
D 56